# Bey-sur-Seille
Bey-sur-Seille – miejscowość i gmina we Francji, w regionie Grand Est, w departamencie Meurthe i Mozela.
Według danych na rok 1990 gminę zamieszkiwało 130 osób, a gęstość zaludnienia wynosiła 24 osób/km² (wśród 2335 gmin Lotaryngii Bey-sur-Seille plasuje się na 915. miejscu pod względem liczby ludności, natomiast pod względem powierzchni na miejscu 973.).